# Зимова першість України з футболу серед жінок
Зимовий кубок серед жінок (англ. Women's Winter Cup) — щорічне змагання з футболу серед українських жіночих клубів. Турнір має статус товариських матчів та є етапом підготовки клубів до початку нового ігрового року. Дебютний розіграш першості відбувся 2005 року, де переможцем стала чернігівська «Легенда». 
З 2008 року турнір проводиться Всеукраїнською Асоціацією жіночого футболу.
Спершу змагання проводилися на початку року під час підготовки команд до старту регулярного чемпіонату. Після переходу чемпіонату України серед жінок на систему «осінь-весна» в сезоні 2017/18 розіграші турніру припадають на зимову перерву. 
В періоди з 2009 по 2012 рік та з 2021 по 2024 рік через різні обставни змагання не проводились. 
Лідером Зимової першості за кількістю перемог (5) є харківський «Житлобуд-1».

## Переможці, призери та найкращі бомбардирки
| Сезон | Місце     | Чемпіон                   | Срібний призер         | Бронзовий призер           | Найкраща бомбардирка |
| ----- | --------- | ------------------------- | ---------------------- | -------------------------- | --- |
| 2005  | Донецьк   | «Легенда» (Чернігів) (1)  | «Арсенал» (Харків)     | «Донеччанка» (Донецьк)     | |
| 2006  | Харків    | «Арсенал» (Харків) (1)    | «Легенда» (Чернігів)   | «Донеччанка» (Донецьк)     | |
| 2008  | Маріуполь | «Житлобуд-1» (Харків) (1) | «Легенда» (Чернігів)   | «Донеччанка» (Донецьк)     | |
| 2013  | Маріуполь | «Легенда» (Чернігів) (2)  | «Донеччанка» (Донецьк) | «Житлобуд-1» (Харків)      | Тетяна Козиренко («Легенда»), Оксана Яковишин («Нафтохімік»), Світлана Фрішко («Іллічівка») — 5                                                                  |
| 2014  | Маріуполь | «Житлобуд-1» (Харків) (2) | «Донеччанка» (Донецьк) | «Іллічівка» (Маріуполь)    | Марія Тихонова («Житлобуд-1») — 8 |
| 2015  | Умань     | «Житлобуд-1» (Харків) (3) | «Ятрань» (Умань)       | «Житлобуд-2» (Харків)      | Яна Калініна («Житлобуд-2») — 6 |
| 2016  | Умань     | «Житлобуд-2» (Харків) (1) | «Житлобуд-1» (Харків)  | «Ятрань» (Уманський район) | Вероніка Андрухів («Житлобуд-2»), Яна Малахова («Житлобуд-2»), Анастасія Скориніна («Житлобуд-2»), Марія Тихонова («Житлобуд-1»), Марія Михайлюк («Легенда») — 3 |
| 2017  | Винники   | «Житлобуд-1» (Харків) (4) | «Житлобуд-2» (Харків)  | «Злагода» (Дніпро)         | Віра Дятел («Житлобуд-2») — 5 |
| 2018  | Винники   | «Житлобуд-2» (Харків) (2) | «Легенда» (Чернігів)   | «Житлобуд-1» (Харків)      | Ірина Кочнєва («Житлобуд-1») — 5 |
| 2019  | Винники   | «Житлобуд-2» (Харків) (3) | «Житлобуд-1» (Харків)  | «Львів»                    | Яна Калініна («Житлобуд-2») — 3 |
| 2020  | Чернігів  | «Житлобуд-1» (Харків) (5) | «Житлобуд-2» (Харків)  | «Ятрань» (Берестівець)     | Дарина Апанащенко («Житлобуд-1»), Яна Малахова («Житлобуд-2»), Поліна Янчук («Ятрань») — 5                                                                       |
| 2025  | Київ      | «Ворскла» (Полтава) (4)   | «Колос» (Ковалівка)    | «Сістерс» (Одеса)          | Віолета Тян («Колос») — 3 |

## Найуспішніші клуби
| Клуб                                        | Чемпіон | Віце-чемпіон | Бронзовий призер | Переможні сезони             |
| ------------------------------------------- | ------- | ------------ | ---------------- | ---------------------------- |
| «Житлобуд-1» (Харків)                       | 5       | 2            | 2                | 2008, 2014, 2015, 2017, 2020 |
| «Ворскла» (Полтава) / «Житлобуд-2» (Харків) | 4       | 2            | 1                | 2016, 2018, 2019, 2025       |
| «Легенда» (Чернігів)                        | 2       | 3            | 0                | 2005, 2013                   |
| «Арсенал» (Харків)                          | 1       | 1            | 0                | 2006                         |
| «Донеччанка» (Донецьк)                      | 0       | 2            | 3                |                              |
| «Ятрань» (Берестівець)                      | 0       | 1            | 2                |                              |
| «Колос» (Ковалівка)                         | 0       | 1            | 0                |                              |
| «Сістерс» (Одеса)                           | 0       | 0            | 1                |                              |
| «Злагода» (Дніпро)                          | 0       | 0            | 1                |                              |
| «Іллічівка» (Маріуполь)                     | 0       | 0            | 1                |                              |
| «Львів»                                     | 0       | 0            | 1                |                              |